# آرون دیویس
آرون دیویس (انگلیسی: Arron Davis؛ زادهٔ ۱۱ فوریهٔ ۱۹۷۲) بازیکن فوتبال اهل بریتانیا است.
از باشگاه‌هایی که در آن بازی کرده‌است می‌توان به باشگاه فوتبال پلیموث آرگیل، باشگاه فوتبال تورکی یونایتد، و باشگاه فوتبال کولچستر یونایتد اشاره کرد.